# Fin del registro
Fin del registro es el primer álbum en vivo (en calidad de Bootleg), y tercero grabado en estudio, de la discografía de la banda de rock vanguardia Fake Prophet. Cuenta con 11 canciones, y fue publicado sólo a través de Bandcamp el 29 de diciembre de 2013.
Fue realizado en la Sala de Conciertos de Universidad UNIACC, donde el registro de la presentación lo realizó un fan, quien les haría llegar posteriormente el video del show completo. Al verlo, los integrantes de la banda deciden tomar el audio y oficializar este registro como un disco en vivo.
El repertorio está compuesto por canciones pertenecientes a los álbumes antecesores, grabados en estudio, de la banda, Lejos Del Hombre (2012) y Tractat De Un Sannyas (2013). 
El arte gráfico tanto de la portada como de la contraportada, fue creado por el bajista de la banda, Hallerjack
Fin del registro marcaba presuntamente el fin de la banda, agotada por la fatiga de material y poca atención de los medios. La banda decide detener sus actividades. 
Sin embargo, José Albornoz, vocalista, guitarrista y mayor compositor de la banda, crea durante este receso 11 canciones las cuales conformarían el tercer disco en estudio de la agrupación, Sordos. Lanzado el 5 de mayo de 2014.

## Lista de canciones
Todas las letras escritas por José Albornoz, toda la música compuesta por Fake Prophet. 
| N.º   | Título                       | Duración |  |
| 1.    | «Siroco»                     | 5:01     |  |
| 2.    | «Entre La Tierra Y El Cielo» | 5:36     |  |
| 3.    | «Regreso»                    | 5:07     |  |
| 4.    | «Idilio»                     | 6:06     |  |
| 5.    | «Nimio»                      | 3:33     |  |
| 6.    | «Silencio»                   | 6:20     |  |
| 7.    | «CAELYX»                     | 7:22     |  |
| 8.    | «Palabras Cortadas»          | 3:46     |  |
| 9.    | «Drogas X Violencia»         | 3:50     |  |
| 10.   | «Lejos Del Hombre»           | 8:12     |  |
| 11.   | «Alma»                       | 4:20     |  |
| 59:19 |                              |          |  |